# Еммерсон Мнангагва
Еммерсон Дамбудзо Мнангагва (нар. 15 вересня 1942, Звішаване) — зімбабвійський політик. Голова партії «Зімбабвійський африканський національний союз — Патріотичний фронт» з 19 листопада 2017 року.
Активний учасник партизанської війни, один з керівників партії ZANU. З 1980 обіймав ряд ключових посад в уряді та силових структурах, в 2000—2005 був головою нижньої палати парламенту. З 12 грудня 2014 по 7 листопада 2017 — перший віцепрезидент Зімбабве. Вважався найближчим сподвижником і потенційним наступником президента Роберта Мугабе. У листопаді 2017 року раптово був відсторонений від посади. Після військового перевороту повернувся до влади, ставши головою і першим секретарем правлячої партії Зімбабвійський африканський національний союз — Патріотичний фронт.
24 листопада 2017 р. відбулась інавгурація його президентом Зімбабве. На цій церемонії були присутні президенти Ботсвани, Замбії, Мозамбіку та віцепрезидент Намібії.